# Targowica (przystanek kolejowy)
Targowica − nieczynny przystanek osobowy w Targowicy, w Polsce, w województwie dolnośląskim, w powiecie ząbkowickim, w gminie Ciepłowody. Przystanek został otwarty w dniu 1 listopada 1908 roku razem z linią kolejową do Ciepłowodów. Do 1987 roku był na niej prowadzony ruch osobowy. W 1992 roku został zawieszony ruch towarowy.